# Encalypta patagonica
Encalypta patagonica là một loài rêu trong họ Encalyptaceae. Loài này được Broth. mô tả khoa học đầu tiên năm 1905.